# Hổ Mã Lai
Hổ Mã Lai (danh pháp khoa học: Panthera tigris jacksoni, đồng nghĩa: Panthera tigris malayensis; tiếng Mã Lai: Harimau Malaya), là một phân loài hổ chỉ được tìm thấy tại khu vực trung tâm và phía nam của bán đảo Mã Lai. Cho đến tận năm 2004 nó đã không được công nhận là một phân loài hổ theo đúng nghĩa mà nó đáng được công nhận. Phân loại mới chỉ có sau khi diễn ra cuộc nghiên cứu của Luo S-J và ctv. từ Phòng thí nghiệm Đa dạng bộ Gen, một phần của Viện Ung thư Quốc gia Hoa Kỳ. Hiện tại, người ta ước tính có khoảng 250 đến 340 cá thể hổ Mã Lai trưởng thành trong tự nhiên vào năm 2013, và có khả năng bao gồm ít hơn 200 con trưởng thành đang được nuôi nhốt và có xu hướng giảm, làm cho nó trở thành quần thể hổ lớn thứ ba, chỉ sau hổ Bengal và hổ Đông Dương. Tuy nhiên nó vẫn bị xếp vào nhóm loài cực kỳ nguy cấp trong Sách đỏ IUCN năm 2015. Về kích thước, trọng lượng và sức mạnh thì nó gần giống như hổ Đông Dương.

## Phân loài
Khi hổ Mã Lai được công nhận như một phân loài trong gia đình nhà hổ thì tin tức này đã được đón chào nồng nhiệt tại Malaysia. Tuy nhiên, sau đó đã diễn ra tranh cãi về việc đặt tên khoa học cho nó. Các nhà nghiên cứu đề nghị tên gọi Panthera tigris jacksoni để ghi nhận công trình của Peter Jackson về các loài thú dạng mèo lớn.
Tuy nhiên, Hiệp hội Vườn thú và Bể cảnh Malaysia (MAZPA) cũng như chính quyền Malaysia đã phản đối điều này và cho rằng người ta cần phải tham khảo ý kiến của Malaysia về việc đặt tên cho biểu tượng quốc gia của họ. Malaysia cho rằng việc đặt tên phải phản ánh khu vực địa lý có phân loài hổ này là Malaysia. Vì thế, tại Malaysia, hổ Mã Lai được định danh khoa học là Panthera tigris malayensis. Vườn thú San Diego cũng sử dụng tên gọi khoa học này.
Tuy nhiên, một nghiên cứu di truyền được công bố vào năm 2018 đã hỗ trợ sáu dòng nhánh đơn ngành dựa trên phân tích trình tự toàn bộ bộ gen của 32 mẫu vật. Hổ Mã Lai dường như khác biệt với các mẫu hổ châu Á đại lục khác, do đó ủng hộ khái niệm sáu phân loài.
Trong tiếng Mã Lai, hổ được gọi là harimau, cũng được viết tắt là rimau. Nó còn được gọi là hổ Nam Đông Dương, để phân biệt với quần thể hổ ở phía bắc của Đông Dương khác biệt về mặt di truyền với quần thể này.

## Đặc điểm

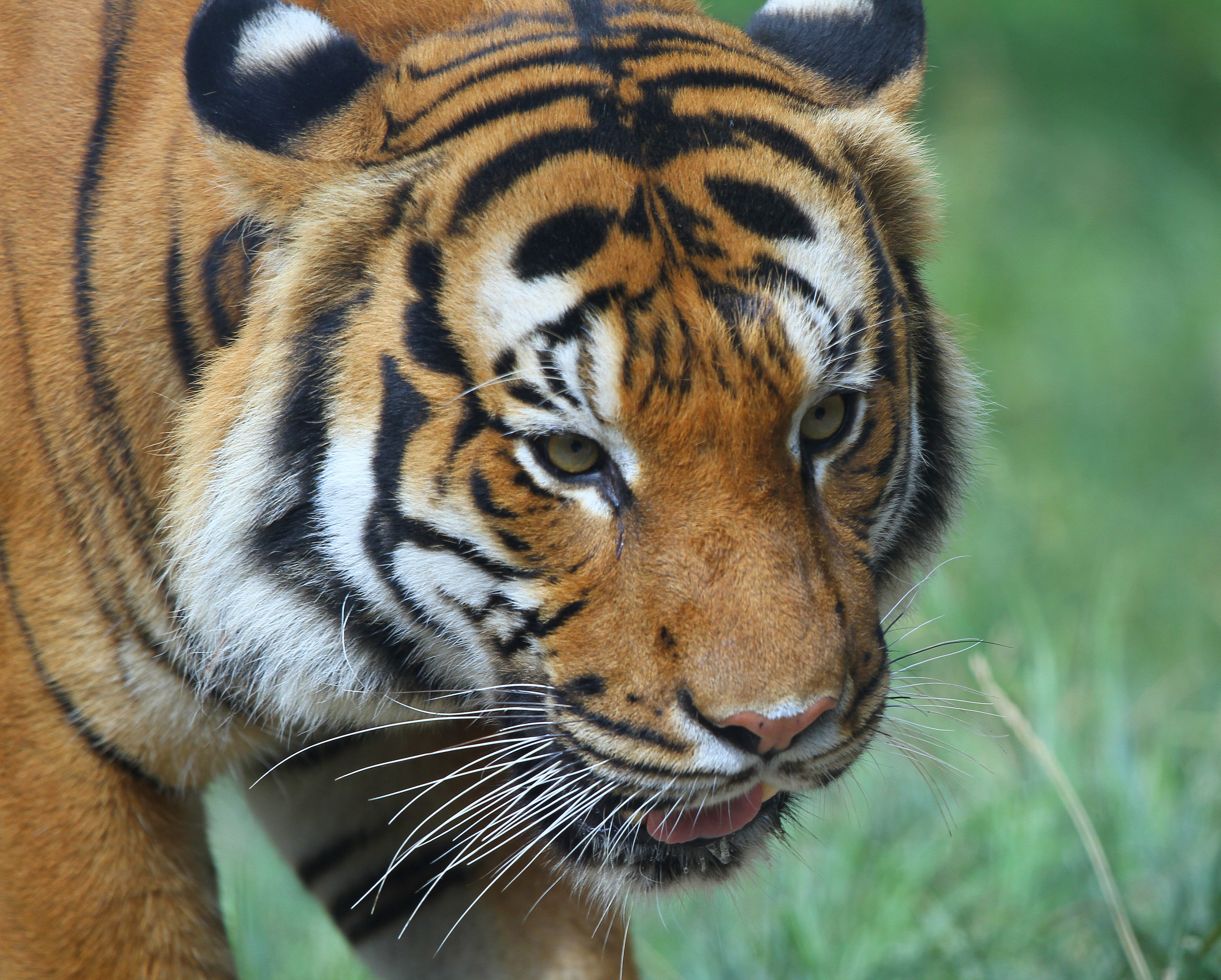
Cận cảnh đầu của một con hổ Mã Lai

Không có sự khác biệt rõ ràng giữa hổ Mã Lai và đồng loại của nó đang sống ở bán đảo Đông Dương, khi các mẫu vật từ hai khu vực được so sánh chính xác hoặc trong khung xương. Không có mẫu vật được chỉ định.
Hổ Mã Lai dường như nhỏ hơn hổ Bengal. Từ các phép đo của 11 con đực và 8 con cái, chiều dài trung bình của con đực là 8 ft 6 in (259 cm) và của con cái là 7 ft 10 in (239 cm). Chiều dài cơ thể của 16 con hổ cái ở bang Terengganu dao động từ 70 đến 103 in (180 đến 260 cm) và trung bình 80,1 in (203 cm). Chiều cao của chúng dao động từ 23 đến 41 in (58 đến 104 cm) và trọng lượng cơ thể của chúng từ 52 đến 195 lb (24 đến 88 kg). Dữ liệu từ 21 con đực ở bang Terengganu cho thấy tổng chiều dài dao động từ 75 đến 112 in (190 đến 280 cm), với trung bình 94,2 in (239 cm). Chiều cao của chúng dao động từ 24 đến 45 in (61 đến 114 cm) và trọng lượng cơ thể của chúng từ 104 đến 284,7 lb (47,2 đến 129,1 kg).

## Phân bố và môi trường sống
Sự phân chia địa lý giữa hổ Mã Lai và hổ Đông Dương là không rõ ràng vì quần thể hổ ở miền bắc Malaysia tiếp giáp với những khu vực sinh sống của hổ ở miền Nam Thái Lan. Ở Singapore, hổ đã bị tuyệt chủng cục bộ vào những năm 1950 và cá thể cuối cùng đã bị bắn hạ vào năm 1932.
Từ năm 1991 đến 2003, các dấu hiệu về sự hiện diện của hổ đã được báo cáo từ các thảm thực vật kế tiếp, các khu vực nông nghiệp bên ngoài rừng ở các bang Kelantan, Terengganu, Pahang và Johor, và nhiều môi trường sống ven sông bên ngoài các khu rừng ở Pahang, Perak, Kelantan, Terengganu và Johor. Hầu hết các con sông lớn chảy ra Biển Đông đều có một số bằng chứng về dấu vết của hổ, trong khi những con sông chảy vào Eo biển Malacca ở phía tây thì không.
Dấu hiệu về sự hiện diện của hổ đã không được báo cáo từ các bang Perlis, Penang, và Malacca, và các lãnh thổ liên bang của Kuala Lumpur và Putrajaya ở bờ biển phía tây. Tổng diện tích môi trường sống tiềm năng của hổ là 66.211 km2 (25.564 dặm vuông), bao gồm 37.674 km2 (14,546 dặm vuông) môi trường sống của hổ được xác nhận, 11.655 km2 (4.500 dặm vuông) của môi trường hổ theo mong đợi và 16.882 km2 (6.518 dặm vuông) môi trường sống có thể có hổ. Tất cả các khu vực được bảo vệ có kích thước lớn hơn 402 km2 (155 dặm vuông) đều có hổ.
Vào tháng 9 năm 2014, hai tổ chức bảo tồn đã thông báo rằng một cuộc khảo sát bẫy camera ở bảy địa điểm trong ba môi trường sống riêng biệt từ năm 2010 đến 2013 đã đưa ra ước tính về số lượng hổ Mã Lai còn sống là từ 250 đến 340 cá thể khỏe mạnh, với một vài cá thể bị cô lập. Theo báo cáo, sự suy giảm có nghĩa là loài hổ này có thể phải được chuyển sang mức độ "cực kỳ nguy cấp" trong Sách đỏ IUCN. Kể từ năm 2019, do nạn săn trộm và cạn kiệt con mồi, số lượng hổ trong Khu bảo tồn rừng Belum-Temengor đã giảm khoảng 60% trong khoảng thời gian khoảng 7-8 năm, từ khoảng 60 xuống còn 23.

## Tập tính và sinh thái học
Hổ Mã Lai thường săn nai, mang, lợn rừng, lợn râu Borneo và sơn dương. Hổ Malaysia cũng săn gấu chó, voi con và tê giác con. Những nghi vấn về con mồi chính của chúng bao gồm bò tót trưởng thành và heo vòi chưa được làm rõ. Thỉnh thoảng, gia súc cũng được chúng nhắm làm mục tiêu; tuy nhiên, việc hổ săn đuổi và ăn thịt lợn rừng đã góp phần làm giảm số lượng của một loài động vật ăn tạp có thể trở thành một kẻ phá hoại nghiêm trọng đến các đồn điền và các vùng trồng trọt khác của con người. Các nghiên cứu chỉ ra rằng ở những khu vực mà các động vật săn mồi lớn (hổ và báo hoa mai) đã tuyệt chủng, lợn rừng có số lượng gấp 10 lần so với những khu vực vẫn còn sự hiện diện của hổ và báo.
Giống hổ Đông Dương, hổ Mã Lai ưa thích lối sống đơn độc trong rừng sâu nên rất khó phát hiện. Chúng xuất hiện với mật độ rất thấp, chỉ từ 1.1 - 1.98 con trong mỗi 100 km2 (390 dặm vuông) ở khu vực mà chúng sinh sống. Những thông tin về sở thích ăn uống, đo lường hình thái, thông số quần thể, cấu trúc xã hội, giao tiếp, kích thước phạm vi lãnh thổ, khả năng phân tán đều còn thiếu.

## Mối đe dọa
Sự phân mảnh sinh cảnh do các dự án phát triển và nông nghiệp là một mối đe dọa nghiêm trọng. Từ năm 1988 đến 2012, một khu vực rộng khoảng 13.500 km2 (5.200 dặm vuông) đã bị mất ở bán đảo Mã Lai. Gần 64.800 km2 (25.000 dặm vuông) đã được chuyển đổi sang các đồn điền công nghiệp quy mô lớn, chủ yếu để sản xuất dầu cọ. Chỉ còn khoảng 8.300 km2 (3.200 dặm vuông) tạo thành môi trường sống chủ yếu dành cho hổ.
Săn trộm thương mại xảy ra ở các cấp độ khác nhau trong tất cả các tiểu bang phạm vi hổ. Ở Malaysia có một thị trường nội địa đáng kể trong những năm gần đây cho thịt hổ và thuốc sản xuất từ xương hổ.
Từ năm 2001 đến 2012, các bộ phận cơ thể của ít nhất 100 con hổ đã bị tịch thu ở Malaysia. Năm 2008, cảnh sát tìm thấy 19 con hổ con đông lạnh trong một sở thú. Năm 2012, da và xương của 22 con hổ đã bị thu giữ.
Nhu cầu về các bộ phận cơ thể hổ được sử dụng trong y học cổ truyền Trung Quốc rõ ràng cũng thu hút những kẻ săn trộm từ Việt Nam, Thái Lan và Campuchia. Từ năm 2014 đến 2019, các đơn vị chống săn trộm đã loại bỏ khoảng 1.400 bẫy từ các khu vực được bảo vệ.
Vào năm 2020, giữa đại dịch COVID-19, một con hổ Mã Lai trong Sở thú Bronx đã xét nghiệm dương tính với virus này.

## Bảo tồn

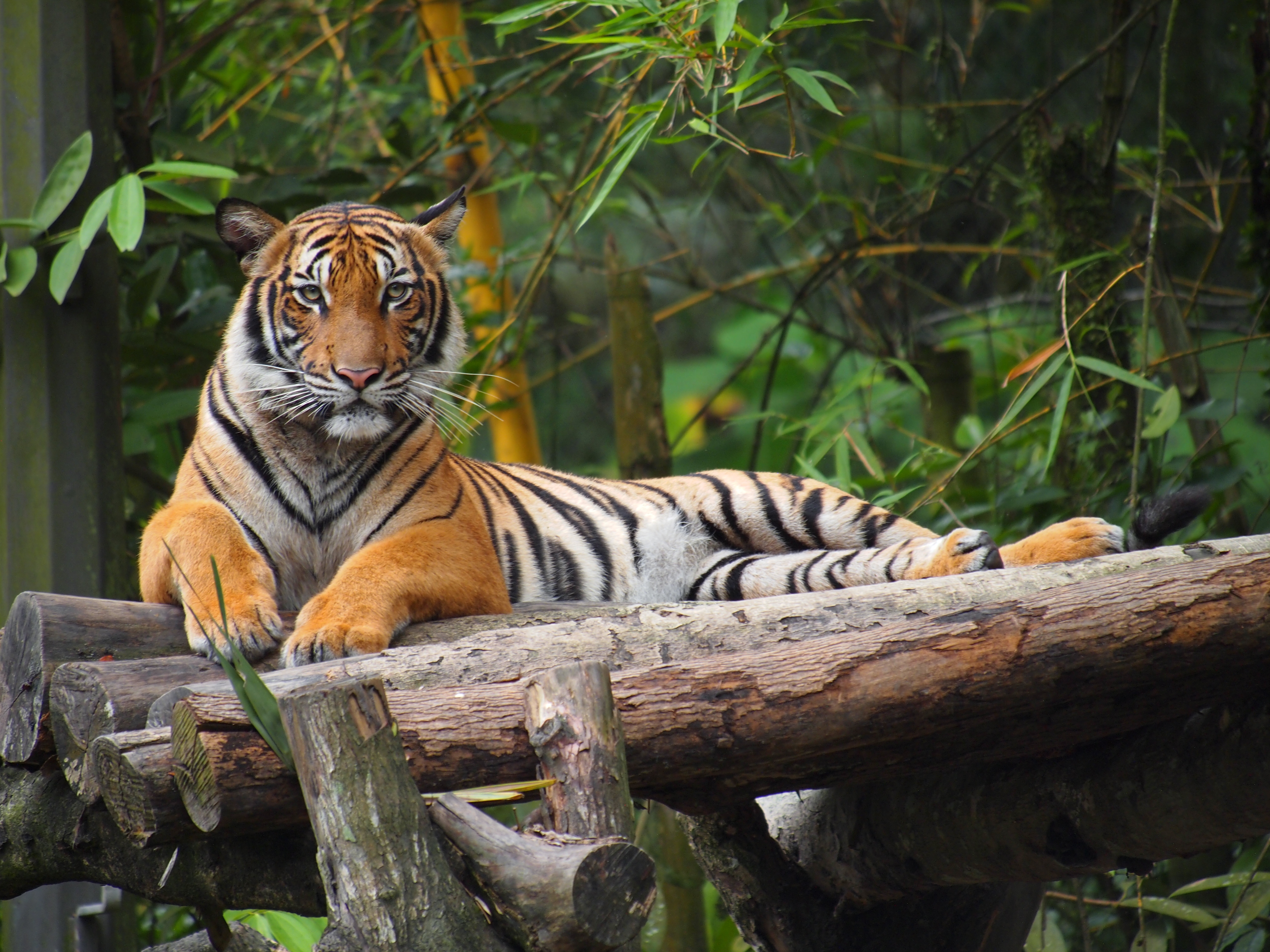
Một con hổ ở vườn thú quốc gia Malaysia

Hổ được đưa vào Phụ lục I của CITES, nghiêm cấm thương mại quốc tế. Tất cả các quốc gia phạm vi hổ và các quốc gia có thị trường tiêu dùng cũng đã cấm giao dịch nội địa.
Liên minh Bảo tồn Hổ cho Malaysia (MYCAT) là "một liên minh của các tổ chức phi chính phủ bao gồm Hội Thiên nhiên Malaysia (MNS), Giao thông Đông Nam Á, Chương trình Bảo tồn Động vật hoang dã-Malaysia và WWF-Malaysia." Nó cũng bao gồm Cục Động vật hoang dã và vườn quốc gia.
Năm 2007, họ đã thực hiện một đường dây nóng để báo cáo các tội ác liên quan đến hổ, chẳng hạn như săn trộm. Để ngăn chặn nạn săn trộm, họ tổ chức "Cat Walks", một công dân tuần tra trong khu vực nguy hiểm. MYCAT có mục tiêu gia tăng quần thể hổ.

### Trong điều kiện nuôi nhốt

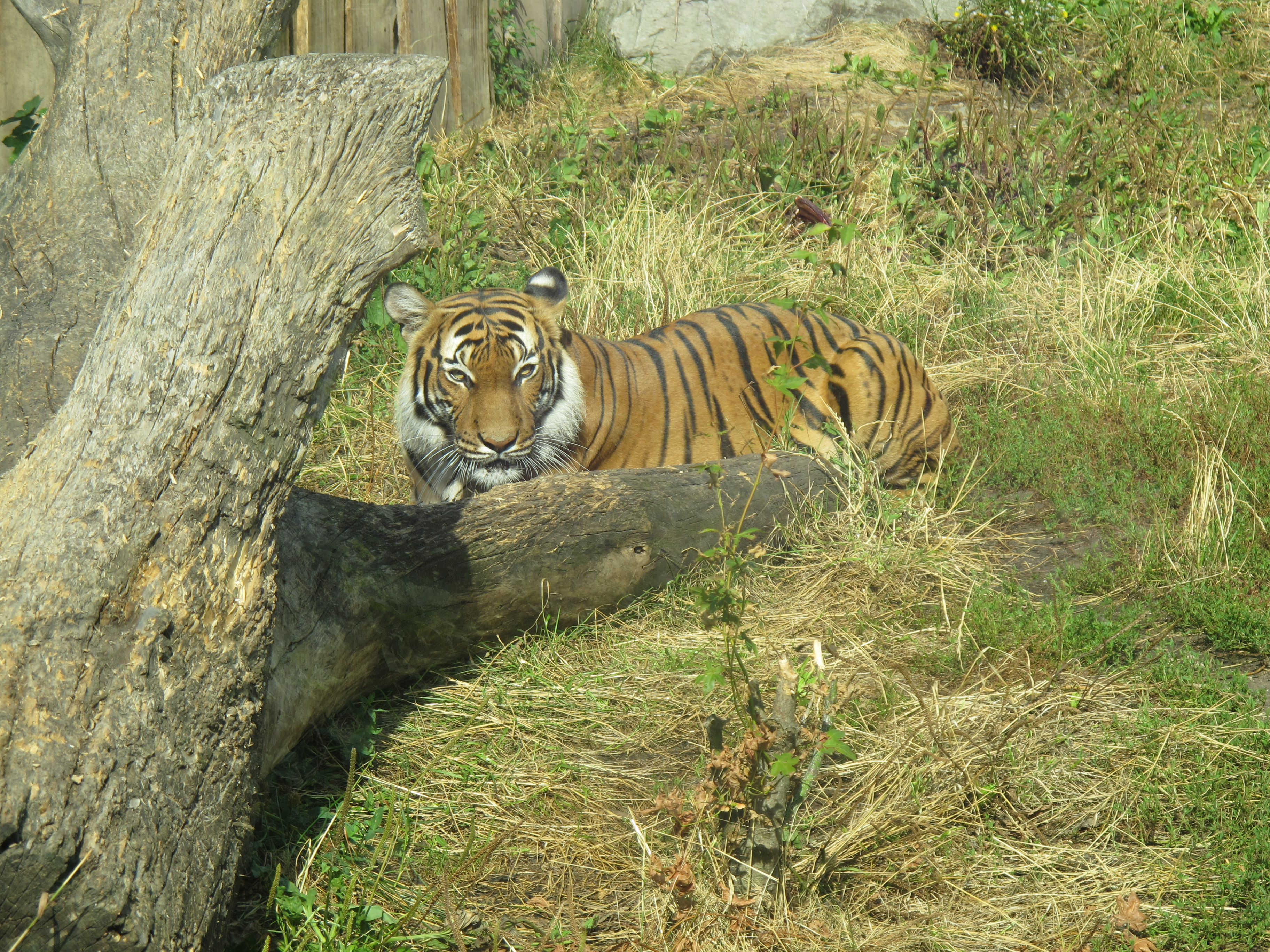
Hổ ở vườn thú Ústí nad Labem, Ústí nad Labem, Cộng hòa Czech.

Vườn thú Cincinnati là vườn thú đầu tiên ở Bắc Mỹ bắt đầu chương trình nuôi nhốt cho hổ Mã Lai với việc nhập một con đực và ba con cái từ châu Á trong khoảng thời gian từ 1990 đến 1992. Chương trình nhân giống là Tiger SSP vào năm 1998. Ngoài ra còn có một một vài con hổ Mã Lai ở các sở thú Johor, Negara Kuala Lumpur tại Malaysia và Taiping, Night Safari ở Singapore. Tính đến năm 2011, có 54 con hổ Mã Lai trong các sở thú Bắc Mỹ. 54 cá thể được đặt tại 25 tổ chức và chỉ có 11 người sáng lập. Do đó, kế hoạch duy trì mục tiêu đa dạng di truyền 90% trong thế kỷ tới là không thể trừ khi các nhà sáng lập khác được thêm vào.

## Biểu tượng
Hổ Mã Lai là biểu tượng quốc gia của Malaysia. Nó xuất hiện trên quốc huy của Malaysia và cũng như trong biểu trưng của một loạt các tổ chức nhà nước của Malaysia, như của Maybank, Negara Malaysia, PROTON Holdings và Hiệp hội bóng đá Malaysia. Hổ cũng là biệt danh của đội tuyển bóng đá quốc gia Malaysia. Nó tượng trưng cho lòng dũng cảm và sức mạnh của người Mã Lai. Hổ Mã Lai cũng được người Mã Lai đặt cho nhiều loại tên hiệu, đáng chú ý có Pak Belang, nghĩa văn chương là "chú có sọc" hay "bác có sọc". Pak Belang được miêu tả nổi bật trong văn hóa dân gian Malaysia, trong vai trò của một trong số các kẻ thù của Sang Kancil (hươu chuột). Quốc huy Singapore cũng có hình con hổ bên cạnh con sư tử vì hổ là động vật mang tính địa phương hơn sư tử, hổ tượng trưng cho liên kết mang tính lịch sử với Malaysia.

## Hình ảnh

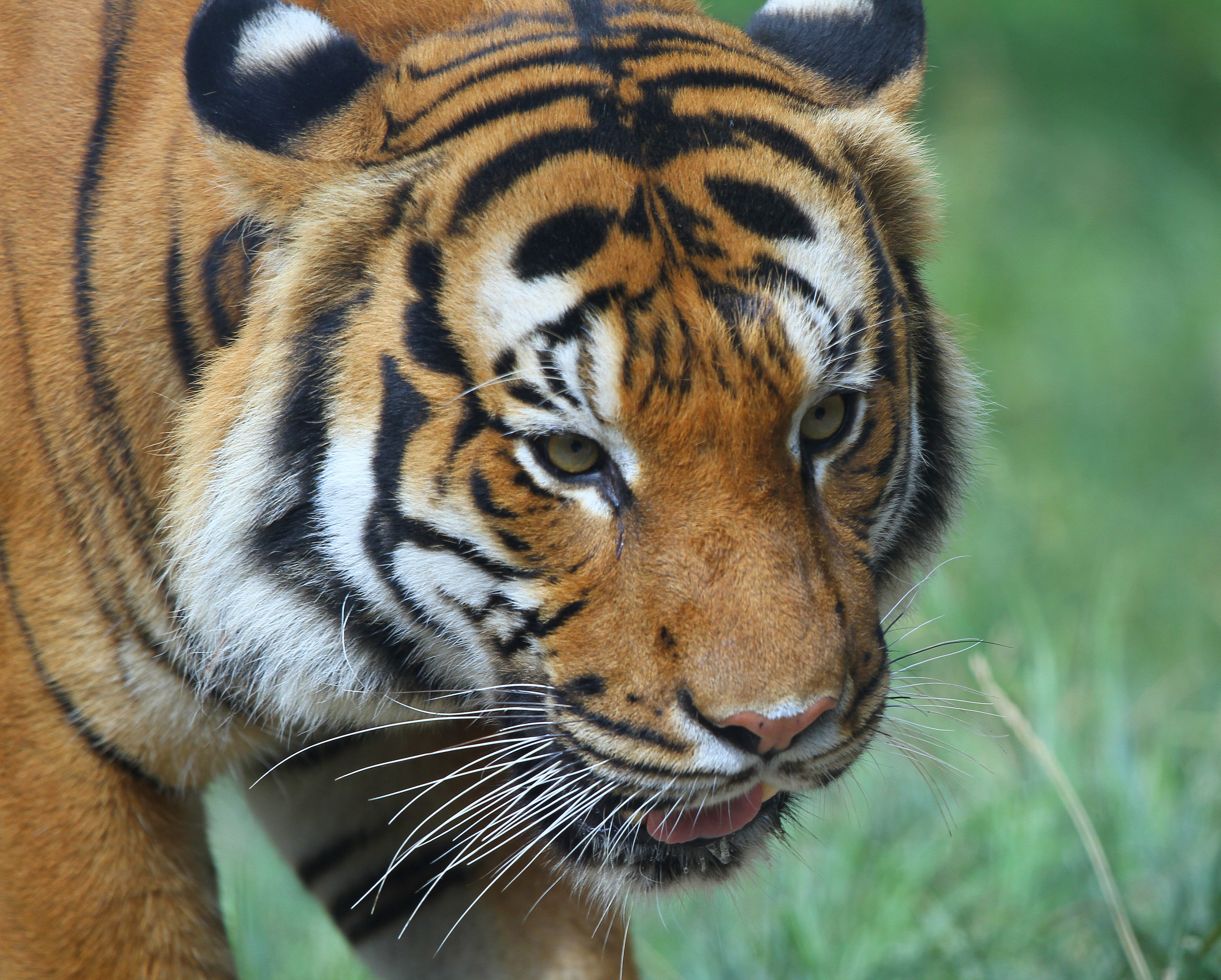
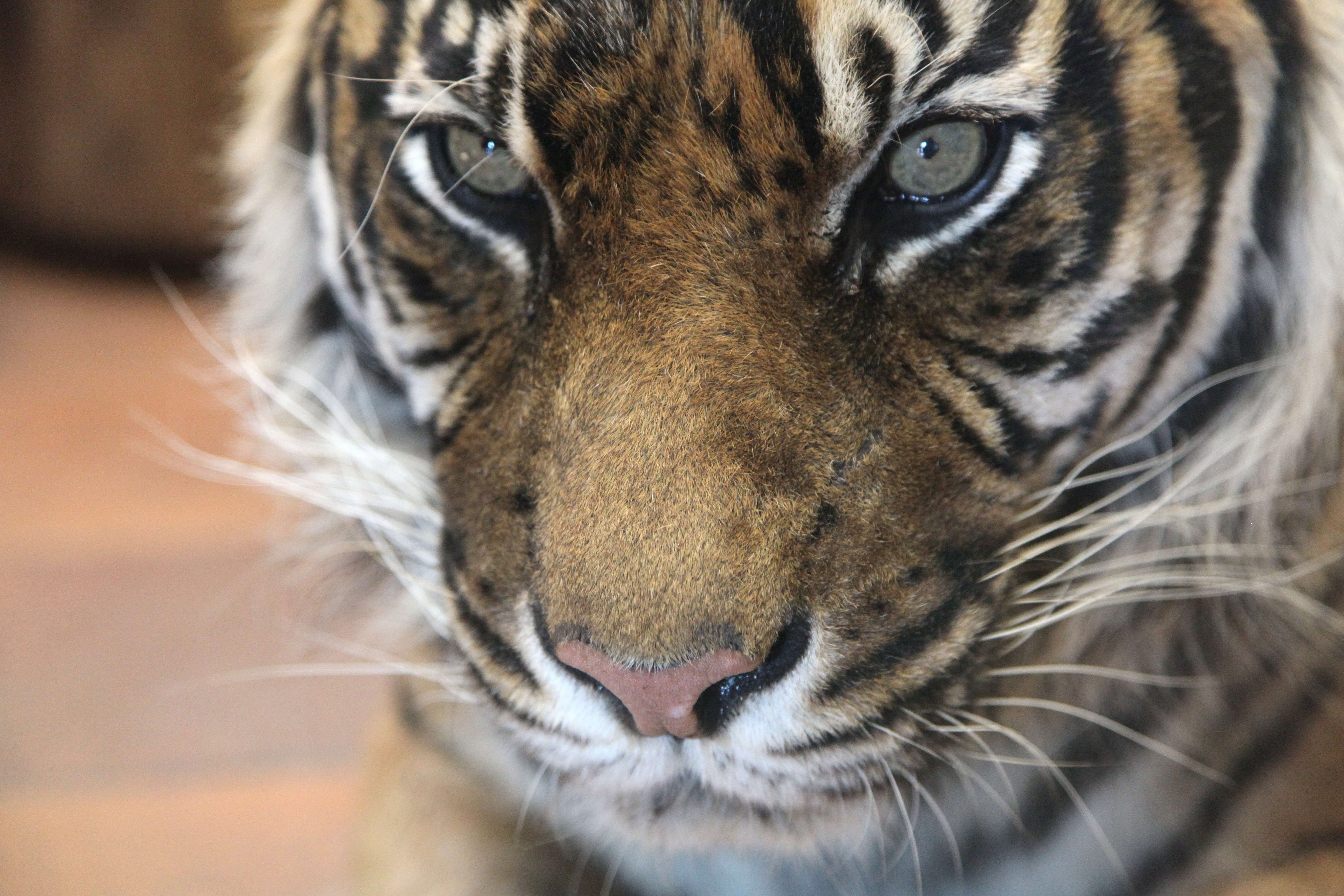
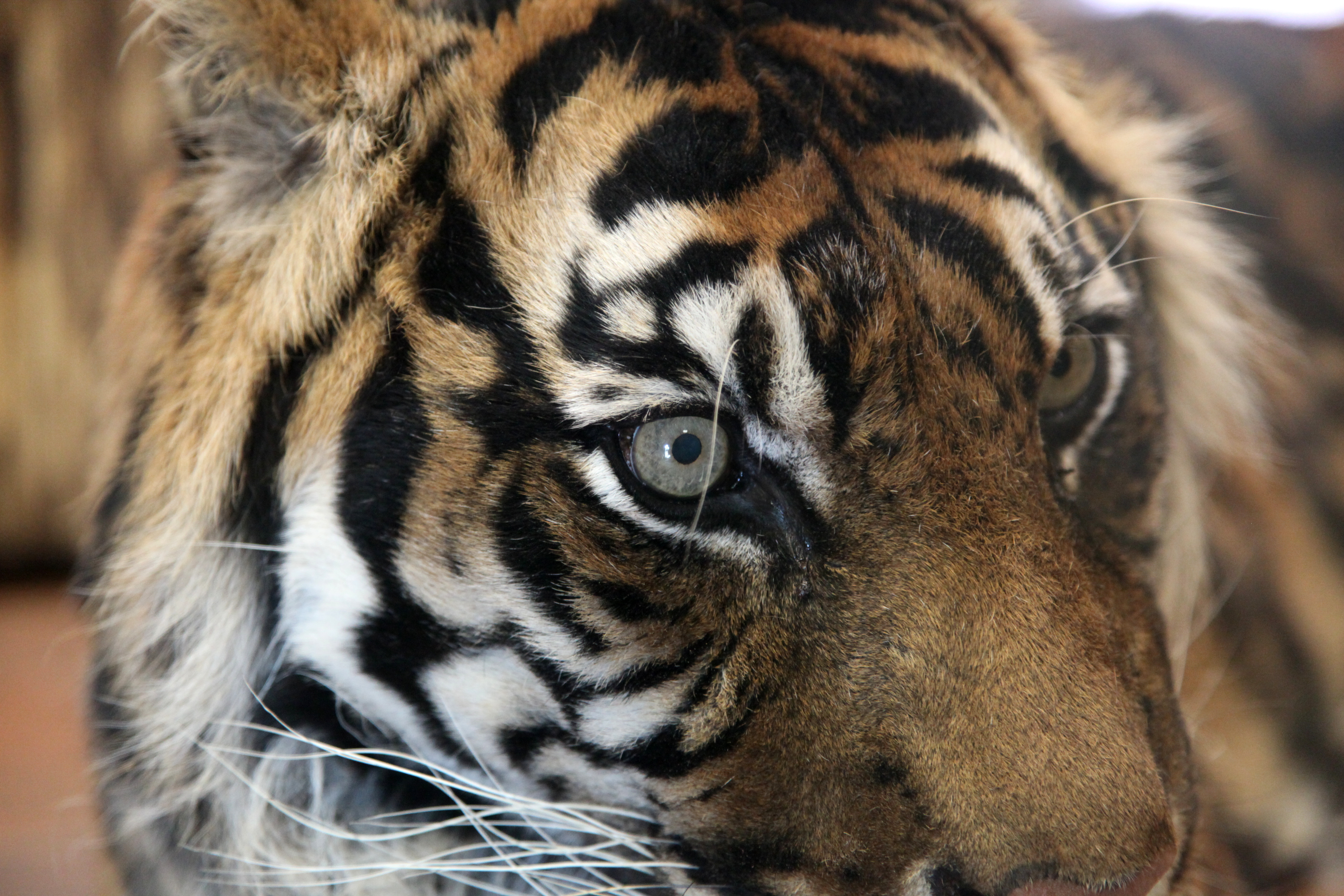
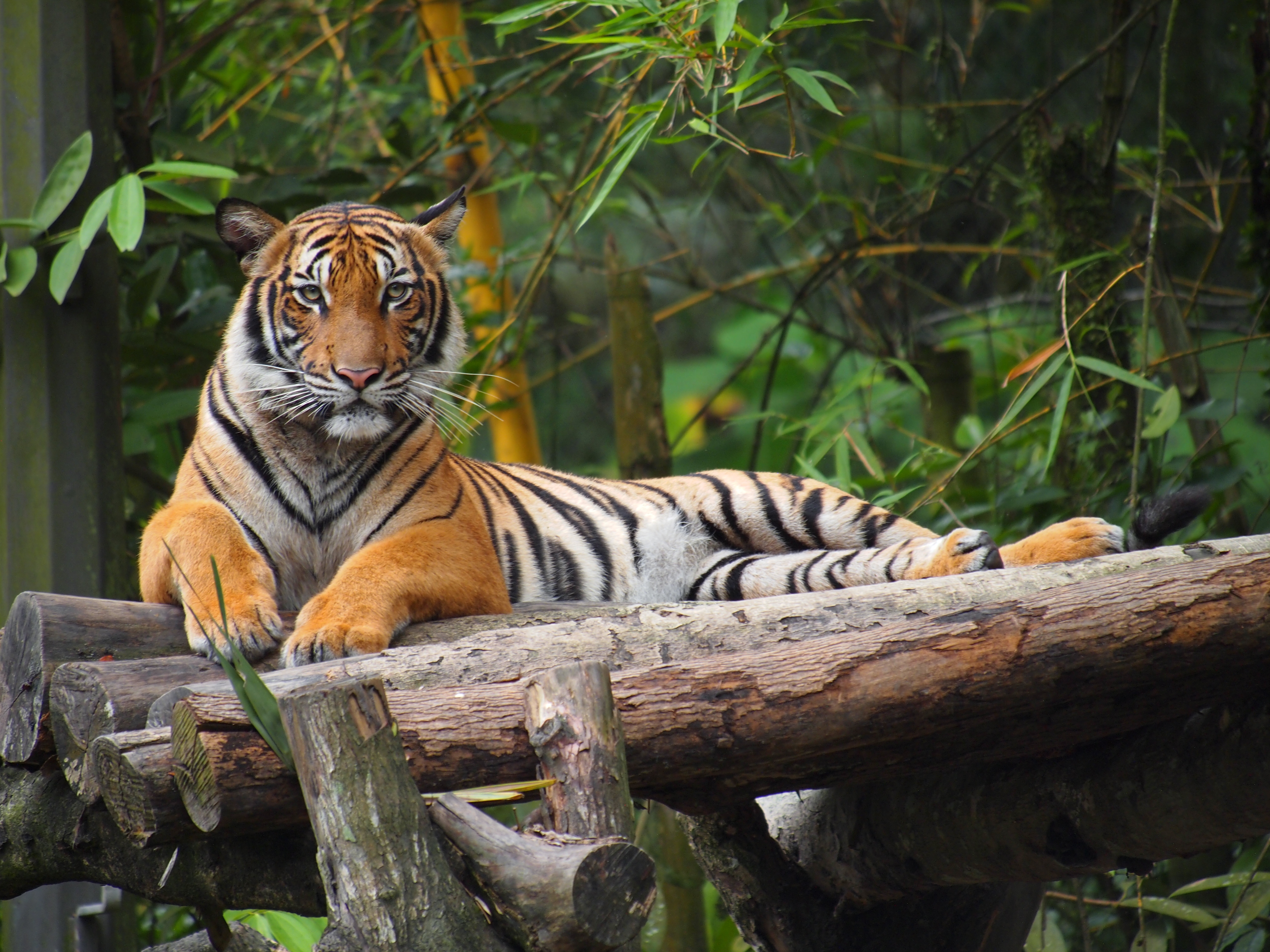